# Chiesa del Santo Sudario
La chiesa del Santissimo Sudario è un luogo di culto cattolico di Torino, sito all'incrocio di via Piave con via San Domenico, nell'area dei Quartieri Militari della città settecentesca. Venne edificata tra il 1734 e il 1764.

## Storia
La chiesa del Santissimo Sudario nacque per volontà della Confraternita del Santissimo Sudario e Beata Vergine delle Grazie di Torino, fondata nel 1598 e attiva tutt'oggi. Nella prima metà del Settecento, il duca Vittorio Amedeo II, comprendendo le grandi potenzialità del volontariato, stabilì che le confraternite formalizzassero il loro impegno nel campo filantropico-sociale. Le confraternite furono in prima linea: ciascuna scelse una attività legata alla propria storia o antica tradizione. La Confraternita del Santissimo Sudario scelse il complesso impegno verso i malati di mente, grave problema sociale, in quanto all’epoca non esistevano strutture per la loro cura e riabilitazione. Nel 1728 Vittorio Amedeo II approvò il progetto presentato per la costruzione di un ospedale e donò un appezzamento di terreno, noto come Isolato di Sant’Isidoro, su cui fu costruita la prima struttura per malati di mente degli Stati sabaudi, conosciuto poi come Ospedale dei Pazzerelli. Successivamente, nel 1734 fu edificata una cappella interna cioè un oratorio, adibito al le funzioni religiose dell'ospedale, che costituirà la struttura base dell'attuale chiesa.
Il progetto della chiesa fu affidato al confratello ingegner Ignazio Mazzone. È costituita da una navata di pianta rettangolare, leggermente arrotondata negli angoli, che si apre sul fondo e forma il presbiterio. Ai lati del presbiterio si notano  due piccoli cori e due tribune decorate, chiuse da barre di legno intagliate artisticamente, dove sedevano i confratelli e le consorelle della Confraternita. Nel 1764 fu aperto il portone verso la strada .Il motivo di tale apertura è ancora una volta dovuto all’azione sociale della Confraternita, che offre al duca Carlo Emanuele III la disponibilità dei propri cappellani per l’assistenza religiosa ai militari e alle loro famiglie e anche ai residenti nei quartieri militari costruiti a pochi passi dalla Chiesa. I confratelli si impegnano anche ad aiutare i soldati infermi e a visitarli negli ospedali.
Per la decorazione interna della chiesa il pittore della corte reale Claudio Francesco Beaumont avviò un concorso. La decorazione architettonica ornamentale del trompe l'œil fu assegnata al pittore veneziano Pietro Alzeri, mentre le decorazioni furono assegnate al piemontese Pietro Milocco. Se si guarda verso l’alto si nota la volta i cui motivi architettonici sono stati perfettamente disegnati in prospettiva da Pietro Milocco.
La facciata, originariamente non inclusa nel progetto iniziale, è stata successivamente affidata a Giovanni Battista Borra. che si ispira all’architettura di Amedeo di Castellamonte presente nella Saint- Chapelle di Chambery. Nel 1770 la chiesa venne dotata di un campanile progettato dell’ingegner Peracca.
Attualmente la chiesa è inserita all'interno del percorso di visita del Museo della Sindone, ospitato nella cripta dell'edificio.
A partire da agosto 2020, grazie all'iniziativa degli Amici del Museo della Sindone, è possibile effettuare una visita virtuale della chiesa.